# Ramón Muttis
Ramón Alfredo Muttis (Buenos Aires, 12 maart 1899 – aldaar, 12 januari 1955) was een Argentijns voetballer. Muttis werd vijf keer landskampioen in de Primera División met Boca Juniors. In 1932 ging hij op pensioen, maar vier jaar later keerde hij terug bij Argentinos Juniors. Een jaar later ging hij naar Almagro waarmee hij kampioen werd in de tweede divisie.
In 1923 begon ook zijn carrière als international. Hij won met zijn land het Zuid-Amerikaans kampioenschap in 1925 en werd een jaar later tweede. Tevens was hij een van de spelers die deelnamen aan het eerste WK in 1930. Hij speelde daar slechts één wedstrijd tegen Frankrijk.